# Geany
Geany é um editor de texto multiplataforma desenvolvido em GTK+ que possui funções básicas para um ambiente de desenvolvimento integrado (IDE), licenciado sob a GNU GPL versão 2. Foi desenvolvido com o intuito de prover um IDE leve, rápido e com poucas dependências. O Geany está disponível para diversos sistemas operativos, como o BSD, o Linux, o MacOS X, o Solaris e o Windows. De fato, pode rodar em qualquer plataforma que tenha suporte às bibliotecas GTK, uma vez que requer apenas as bibliotecas de tempo de execução (runtime) GTK2.

## Recursos[6]
- Auto-completar
- Suporte a múltiplos documentos
- Suporte a projetos
- Realce de sintaxe
- Dobramento de código (parcialmente implementado)
- Listas de símbolos
- Navegação de código
- Emulador de terminal embutido[7]
- Sistema Build para compilar e executar código usando ferramentas externas
- Extensível via plugins
- Traduzido para a língua portuguesa e outras línguas[8]
- Linguagens de programação suportadas: C, Java, PHP, HTML, Python, Perl, Pascal, entre outras.[5]